# Jean-Claude Rouget
Jean-Claude Rouget (né en 1953) est entraîneur de sport hippique et français.

## Carrière
Enfant de la balle, Jean-Claude Rouget a suivi les traces de son père Claude, qui dirigeait le haras de Cheffreville pour le compte de la prestigieuse écurie Jean Stern avant de s'installer comme entraîneur. Un temps gentleman-rider (c'est-à-dire jockey amateur), il entame sa carrière en 1978, après plusieurs stages dans des écuries françaises et britanniques, et se base à Pau. D'abord officiant dans les deux disciplines (obstacles et plat), il se consacre exclusivement au plat à partir des années 90. À la tête d'une écurie de quelque 250 chevaux, Jean-Claude Rouget est régulièrement en tête des bilans annuels des entraîneurs en gains et en nombre de victoires, et en totalise environ 7 500. Il n'hésite pas non plus à défier avec succès les meilleurs écuries cantiliennes, étant de plus en plus sollicité par les grands propriétaires, dont l'Aga Khan. Il réalise sa meilleure saison en 2016, avec ses champions La Cressonnière et Almanzor (sacré meilleur poulain de 3 ans en Europe), totalisant neuf succès de groupe 1. En 2020, son protégé Sottsass lui offre une première victoire dans le Prix de l'Arc de Triomphe, en 2023 Ace Impact un second.  

## Palmarès (courses degroupe 1uniquement)
France
- Prix de l'Arc de Triomphe – 2 – Sottsass (2020), Ace Impact (2023)
- Prix du Jockey Club – 6 – Le Havre (2009), Almanzor (2016), Brametot (2017), Sottsass (2019), Vadeni (2022), Ace Impact (2023)
- Prix de Diane – 4 – Stacelita (2009), Valyra (2012), Avenir Certain (2014), La Cressonnière (2016)
- Poule d'Essai des Poulains – 2 – Brametot (2017), Olmedo (2018)
- Poule d'Essai des Pouliches – 5 – Elusive Wave (2009), Avenir Certain (2014), Ervedya (2015), La Cressonnière (2016), Cœursamba (2021)
- Grand Prix de Paris – 3 – Millkom (1994), Behkabad (2010), Leffard (2025)
- Prix Saint–Alary – 5 – Ask For The Moon (2004), Germance (2006), Coquerelle (2007), Stacelita (2009), Jemayel (2016), Tawkeel  (2020)
- Critérium de Saint–Cloud – 3 – Shaka (1996), Morandi (2012), Prince Gibraltar (2013)
- Prix Jean Prat – 3 – Millkom (1994), Zelzal (2016), Puchkine (2024)
- Prix d'Ispahan – 2 – Never on Sunday (2009), Mekhtaal (2017)
- Prix Vermeille – 1 – Stacelita (2009)
- Prix de l'Opéra – 1 – Lily of the Valley (2010)
- Prix Jean Romanet – 1 – Stacelita (2010)
- Prix du Moulin de Longchamp – 1 – Ervedya (2015)
- Prix Rothschild – 1 – Qemah (2016)
- Prix Ganay – 1 – Sottsass (2020)

 Royaume-Uni
- Coronation Stakes – 2 – Ervedya (2015), Qemah (2016)
- Champion Stakes – 2 – Literato (2007), Almanzor (2016)
- Eclipse Stakes – 1 – Vadeni (2022)

 Irlande
- Irish Champion Stakes – 1 – Almanzor (2016)

 Allemagne
- Grand Prix de Baden – 1 – Prince Gibraltar (2015)

 États-Unis
- Man o'War Stakes – 1 – Millkom (1995)